# Пода, Павел Андрианович
Павел Андрианович Пода (1908—1943) — лейтенант Рабоче-крестьянской Красной Армии, участник Великой Отечественной войн, Герой Советского Союза (1943).

## Биография
Павел Пода родился в 1908 году в станице Полтавская (ныне — Красноармейский район Краснодарского края). До войны работал в органах прокуратуры Краснодарского края. В 1941 году Пода добровольцем пошел на службу в Рабоче-крестьянскую Красную Армию. Окончил военные курсы офицеров. С начала Великой Отечественной войны — на её фронтах.
К марту 1943 года лейтенант Павел Пода командовал пулемётным взводом 11-го гвардейского кавалерийского полка 4-й гвардейской кавалерийской дивизии 2-го гвардейского кавалерийского корпуса Центрального фронта. Отличился во время освобождения Белгородской области. 18 марта 1943 года в бою у деревни Борисовка взвод Поды отразил крупную немецкую контратаку. В том бою Пода лично уничтожил 1 танк и большое количество солдат и офицеров, но и сам погиб. Похоронен в Борисовке.
Указом Президиума Верховного Совета СССР «О присвоении звания Героя Советского Союза начальствующему и рядовому составу Красной Армии» от 18 мая 1943 года за  «образцовое выполнение боевых заданий командования на фронте борьбы с немецкими захватчиками и проявленные при этом отвагу и геройство» был удостоен посмертно высокого звания Героя Советского Союза. Также посмертно был награждён орденом Ленина.
Память
Мемориальная доска в память о Павле Поде установлена Российским военно-историческим обществом на здании Большекрепинской средней школы, где он учился.